# HOT (raket)
De Euromissile HOT DM 72 (Haut-subsonique Optiquement Téléguidé) is een Frans-Duits tweede generatie draadgeleid antitankraketsysteem met optische geleiding.

## Beschrijving
De HOT is een draadgeleid (SACLOS) dag- en nachtzicht geleid raketsysteem van de tweede generatie, dat voornamelijk bedoeld is voor antitank. Het is ontwikkeld door het consortium Euromissile, bestaande uit Messerschmitt-Bölkow-Blohm (MBB) (Duitsland) en Aérospatiale (Frankrijk), en wordt sinds 1976 in grote aantallen geproduceerd. Het HOT-systeem kan zowel vanaf helikopters als vanaf pantservoertuigen worden gebruikt. Bij de Duitse Bundeswehr werd de HOT gebruikt als bewapening van de anti-tank helikopter BO-105P (PAH 1) en de Raketenjagdpanzer 3 Jaguar 1.

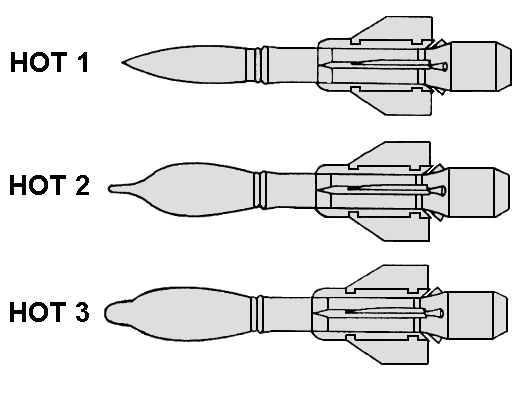
HOT versies

## Ontwikkeling
Projectstudies van beide bedrijven begonnen in 1964, rond dezelfde tijd dat het Amerikaanse leger de ontwikkeling startte van de BGM-71 TOW-raket. Waar de TOW al in 1973 in gebruik werd genomen, duurde de ontwikkel- en testfase voor de HOT aanzienlijk langer. Het doel was om een antitankraket te produceren die:
- zowel vanuit voertuigen als helikopters kon worden afgevuurd,
- gebruik maakte van het SACLOS-geleidingssysteem[noot 1] in plaats van het minder betrouwbare MCLOS-systeem[noot 2] dat de Nord SS.11 gebruikte,
- een groter maximum bereik had, en tevens een kleiner minimaal bereik dan de SS.11,
- een hogere snelheid dus kortere vliegtijd dan de SS.11,
- verpakt was in een verzegelde container die ook diende als de lanceerbuis.

## Werking

### Lancering
De HOT-raket wordt met een lanceerbuis gelanceerd en wordt optisch gevolgd met behulp van het SACLOS-geleidingssysteem. Hij wordt via een dunne draad bestuurd middels door stuwstraalbesturing (SSB) (fr: contrôle du vecteur de poussée (CVP), en: thrust vector control (TVC), de: Schubvektorsteuerung (SVS)) op de vluchtmotor. Wanneer de schutter de HOT-raket afvuurt, activeert hij het pyrotechnisch element in de thermische batterij zodat de batterij stroom gaat leveren. Ook worden de lichtbakens in de staart geactiveerd en wordt de gyroscoop opgestart door een kleine gasgenerator. De gassen van deze generator drukken tevens de deksels uit beide uiteinden van de lanceerbuis. Daarna starten zowel de start- als de vluchtmotor, en schiet de raket uit de lanceerbuis.

### Voortstuwing en besturing
In tegenstelling tot de meeste antitankraketten, waarbij de startmotor (booster) al uit is voordat hij de raket de lanceerbuis verlaat en op veilige afstand de vluchtmotor ontstoken wordt, brandt de booster van HOT zowel in de lanceerbuis als erbuiten gedurende ongeveer een seconde, waardoor de raket een hoge snelheid krijgt. De vluchtmotor brandt vervolgens 17 seconden, waarin de raket een afstand aflegt die groter is dan de lengte van de besturingsdraad. Door de krachtige booster en vluchtmotor, had de HOT toen hij werd geïntroduceerd een veel kortere vluchttijd dan andere draadgeleide antitankraketten. De vier uitlaten van de booster bevinden zich onderaan de vier uitspringende vinnen. De enkele uitlaat van de vluchtmotor bevindt zich aan de achterkant van het raketlichaam, evenals de klep die de raket - die tijdens de vlucht draait -  bestuurt via stuwstraalbesturing (SSB).

### Geleiding
Nadat de raket is afgevuurd, hoeft de schutter alleen het doelwit in het dradenkruis van het vizier te houden. Het systeem volgt automatisch de naar achteren gerichte fakkels van de raket, stuurt de raket in het beeld van de schutter en stuurt commando's om de raket te sturen.

### Ontsteking
Ongeveer 50 meter na de lancering wordt het de gevechtskop met 6kg zware holle lading op scherp gesteld, en zal ontploffen wanneer de buitenste laag van de dubbelwandige neuskegel iets raakt en in contact te komt met de binnenste laag, waardoor een elektrisch circuit wordt kortgesloten. Zowel de HOT 1 als de HOT 2 maken gebruik van dit ontstekingssysteem.

### HOT 3
De nieuwste versie van de HOT-familie, de HOT 3, is voorzien van een tandemlading om tanks uit te schakelen die zijn voorzien van explosief reactief pantser. Een laser-nabijheid-ontsteker in de voorste helft van de neus meet de afstand tussen het doel en de raket. Bij de juiste afstand wordt de kleine nippel met een kleine HEAT-gevechtslading voorop de neus van de raket naar voren geschoten om het reactieve pantser vooraf tot ontploffing te brengen, waarna de hoofdlading van de raket het hoofdpantser kan doorboren.

## Afbeeldingen

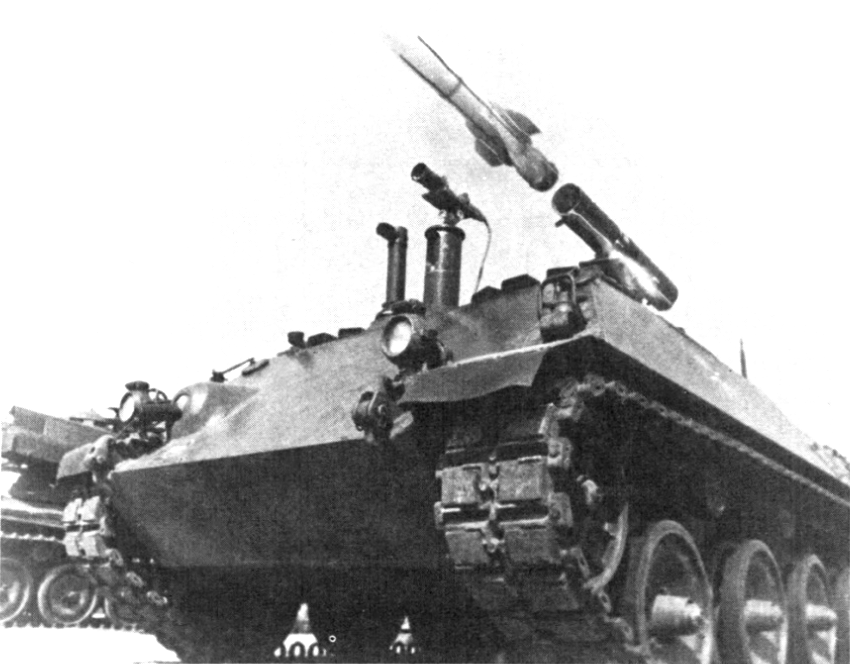
Afvuren van een HOT-raket door een Jagdpanzer 3 Jaguar 1
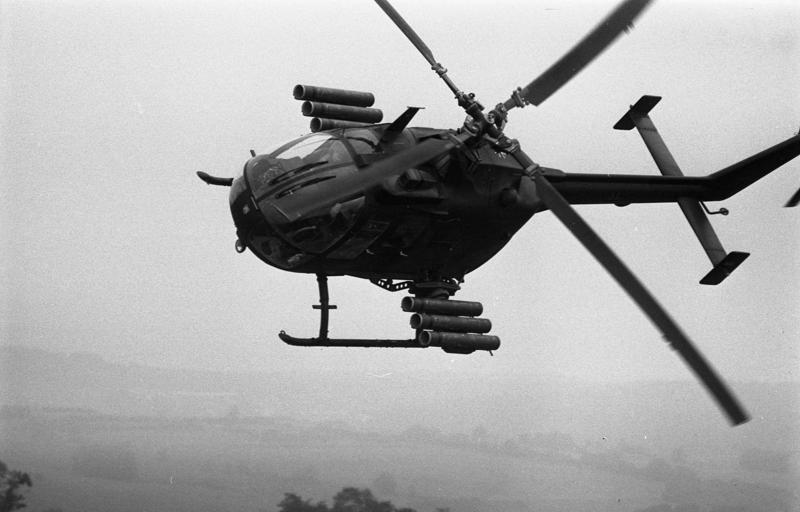
BO 105 PAH-1 met zes HOT-raketten
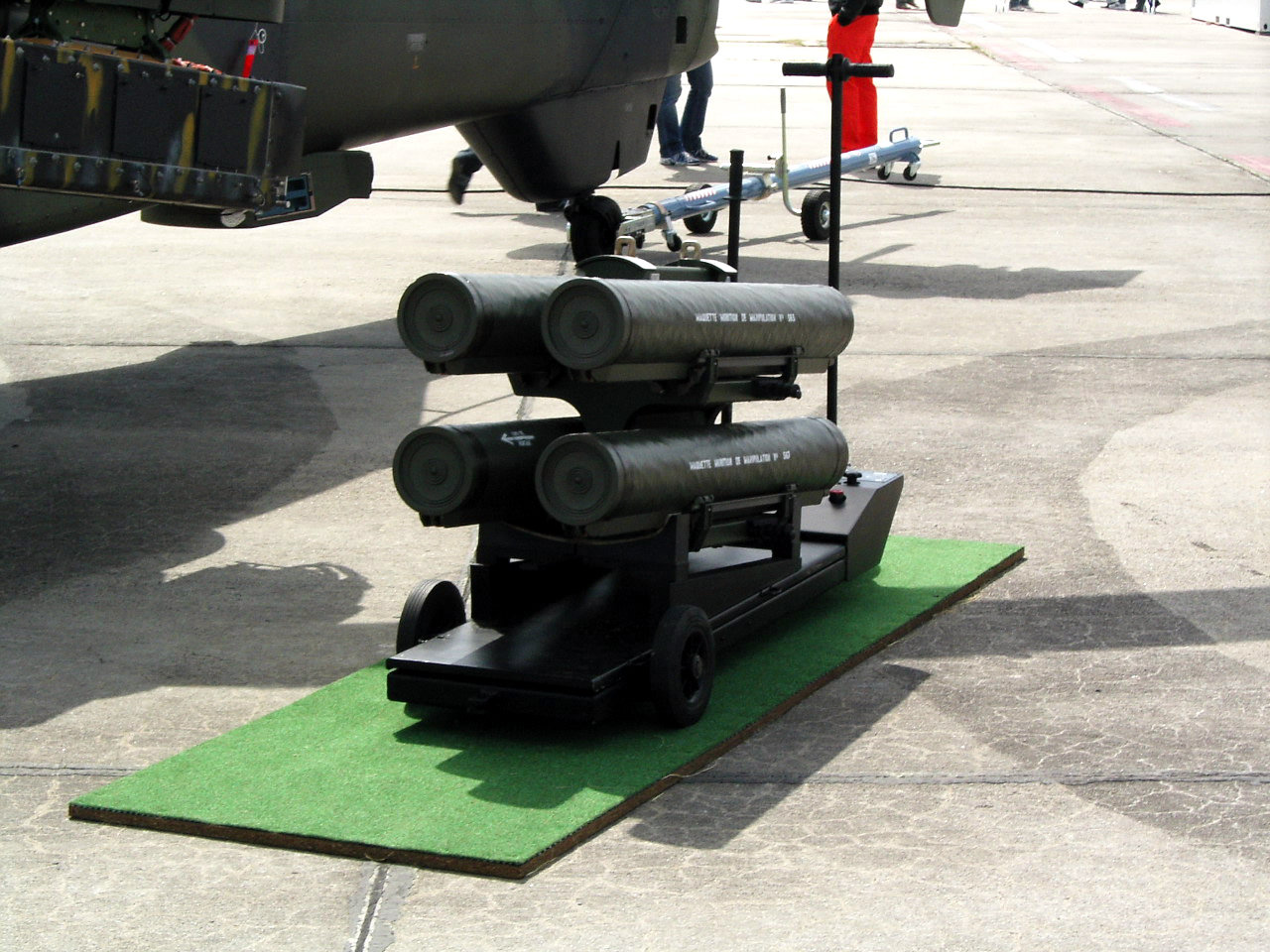
HOT-3-Lanceerbuizen van een Eurocopter Tiger
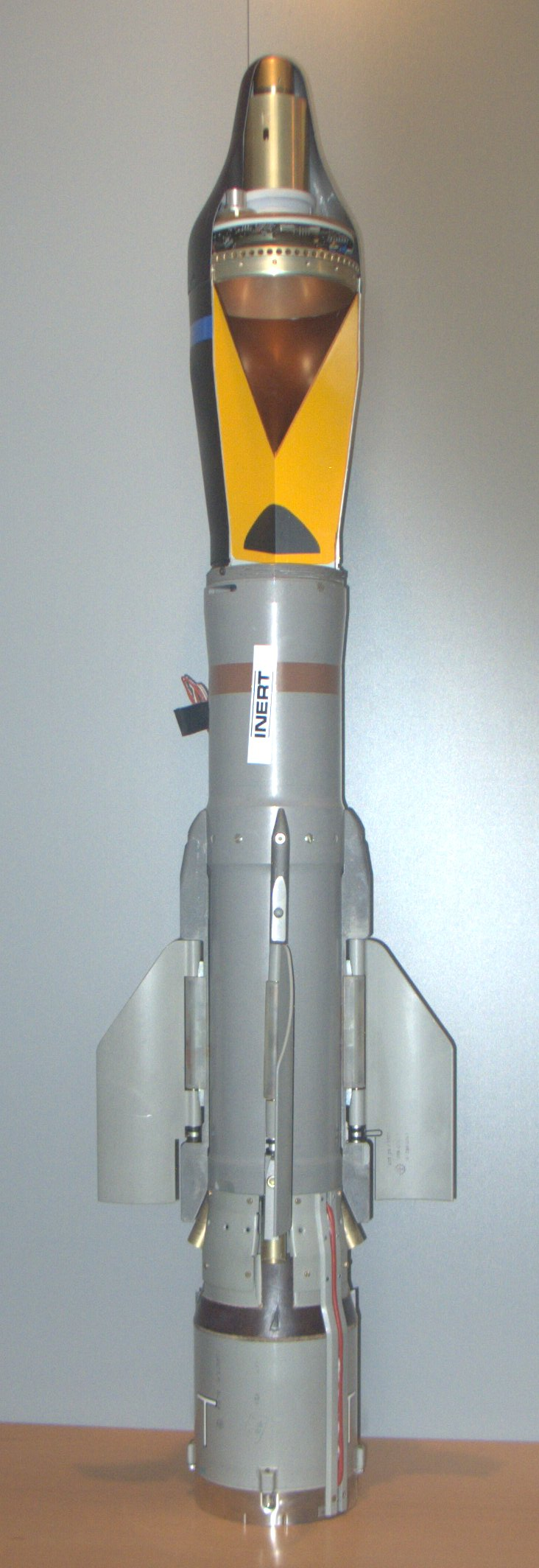
Opengewerkt modelHOT 3 raket

## Gebruikers

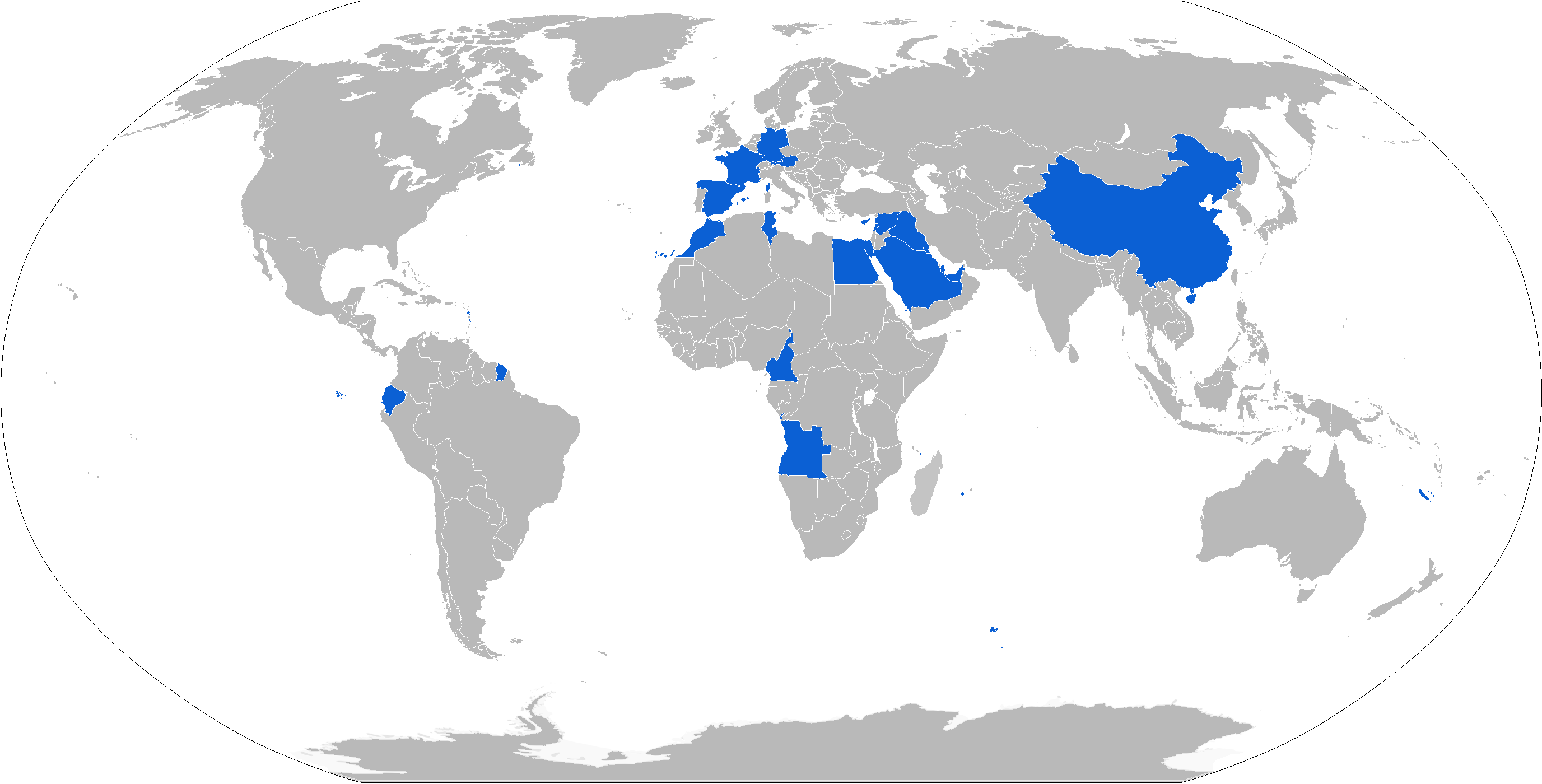
HOT gebruikers in blauw

Gegevens afkomstig uit “Jane's World Armies”, issue 23 en de “SIPRI Arms Transfers Database”.
| - Angola: Geleverd in 1986/87 voor gebruik op helikopters. - China: Geleverd in 1988/89 voor gebruik op Gazelle helikopters. - Cyprus: Geleverd in 1988 voor gebruik op Gazelle helikopters and VAB-VCAC. - Ecuador: Geleverd in 1982/83 voor gebruik op SA-341 Gazelle helikopters. - Egypte: Geleverd in 1978 en 1985 voor gebruik op Gazelle helikopters. - Frankrijk: Geleverd voor gebruik op Gazelle helikopters en VAB-VCAC. - Duitsland: Geleverd voor gebruik op Tiger helikopters en Jaguar 1 tankjagers. - Irak: Geleverd in 1978, 1980 en 1982 voor gebruik op Gazelle helikopters en VCR-TH. - Kameroen: Geleverd in 1982 voor gebruik op Gazelle helikopters. (582x HOT-2/3) - Koeweit: Geleverd in 1977 en 1999 voor gebruik op Gazelle helikopters. | - Libanon: Geleverd in 2007 and 2017 voor gebruik op Gazelle helikopters en VAB Mephisto pantservoertuigen. - Marokko: Geleverd in 1983 en 1991 voor gebruik op helikopters en voertuigen. - Oostenrijk: Geleverd in 1996/98 voor gebruik op Jaguar 1 (tot 2006). - Qatar: Geleverd in 1984/85 voor gebruik op Gazelle helikopters en VAB-VCAC. - Saoedi-Arabië: Geleverd in 1989 en 1997 voor gebruik op AMX-10. - Spanje: Geleverd in 1979 en 1990 voor gebruik op BO-105CB. - Syrië: Geleverd in 1981 voor gebruik op Gazelle helikopters. - Tunesië: Geleverd voor gebruik op SA-342 Gazelle helikopters. - Verenigde Arabische Emiraten: Geleverd in 1980 voor gebruik op Gazelle helikopters. |